# Opolany
Opolany är en ort i Tjeckien.   Den ligger i regionen Mellersta Böhmen, i den centrala delen av landet, 60 km öster om huvudstaden Prag. Opolany ligger 195 meter över havet och antalet invånare är 787.
Terrängen runt Opolany är platt.Runt Opolany är det ganska tätbefolkat, med 75 invånare per kvadratkilometer. Närmaste större samhälle är Poděbrady, 7,1 km väster om Opolany. Trakten runt Opolany består till största delen av jordbruksmark.